# Ağqışlaq
Ağqışlaq är en ort i Azerbajdzjan.   Den ligger i distriktet Jardymly, i den södra delen av landet, 210 kilometer sydväst om huvudstaden Baku. Ağqışlaq ligger 413 meter över havet och antalet invånare är 210.
Terrängen runt Ağqışlaq är huvudsakligen kuperad. Ağqışlaq ligger nere i en dal. Närmaste större samhälle är Lerik, 15,0 kilometer söder om Ağqışlaq. 
Trakten runt Ağqışlaq består till största delen av jordbruksmark. Runt Ağqışlaq är det ganska tätbefolkat, med 60 invånare per kvadratkilometer.